# Жатайзинью
Жатайзинью (порт. Jataizinho)  —  муниципалитет в Бразилии, входит в штат Парана. Составная часть мезорегиона Север Пиунейру-Паранаэнси. Входит в экономико-статистический  микрорегион Асаи. Население составляет 11 991 человек на 2006 год. Занимает площадь 159,180 км². Плотность населения — 75,3 чел./км².

## Статистика
- Валовой внутренний продукт на 2003 год составляет 72 263 554,00 реалов (данные: Бразильский институт географии и статистики).
- Валовой внутренний продукт на душу населения на 2003 год составляет 6183,24 реалов (данные: Бразильский институт географии и статистики).
- Индекс развития человеческого потенциала на 2000 год составляет 0,733 (данные: Программа развития ООН).